# Курортна сільська рада
Куро́ртна сільська рада (рос. Курортный сельский совет) — сільське поселення у складі Петуховського району Курганської області Росії.
Адміністративний центр — селище Курорт «Озеро Медвеже».
Населення сільського поселення становить 713 осіб (2017; 841 у 2010, 935 у 2002).

## Склад
До складу сільського поселення входять:
| Населений пункт                | Населення, осіб (2002) | Населення, осіб (2010) |
| ------------------------------ | ---------------------- | ---------------------- |
| Курорт «Озеро Медвеже», селище | 825                    | 780                    |
| Утчанське, село                | 110                    | 61                     |